# II съезд Коммунистической партии (большевиков) Беларуси
II съезд Коммунистической партии (большевиков) Беларуси состоялся в Вильно с 4 по 6 марта 1919 года. В некоторых источниках называется «объединительным», так как на этом съезде было принято решение о создании Литовско-Белорусской ССР.

## Состав съезда
На втором съезде присутствовало 169 делегатов от организаций и армейских частей, располагавшихся на территории Минской, Гродненской, Виленской, частей Ковенской и Сувалковской губерний. Вместе они представляли 17 636 членов партии.

## Решения съезда

Флаг Литовско-Белорусской ССР

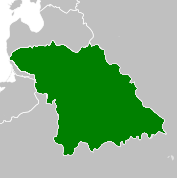
Карта Литовско-Белорусской ССР

По окончании съезда была одобрена деятельность Центрального Комитета КП(б)Б и Центрального Комитета КП(б) Литвы, а также горячо приветствовалось образование Литовско-Белорусской ССР и было решено объединить Компартию Беларуси и Компартию Литвы и Западной Белоруссии в единую коммунистическую партию (большевиков) Литвы и Беларуси как составную часть РКП(б).
При этом было сочтено необходимым создать классовую, дисциплинированную Красную Армию, сохранив в ней институт политических комиссаров, их контроль над военными специалистами; создать в каждой части партийные ячейки, усилить политическую работу среди бойцов и командиров. Были избраны делегации на VIII съезд РКП(б) для того, чтобы внести свои предложения относительно программы партии.
Также было принято Положение о партийных организациях КП(б)ЛиБ, в котором требовалось всеми средствами укреплять единство партии, повышать идейный уровень коммунистов, партийную дисциплину. Определена структура партийных органов ЦК КП(б)ЛиБ (губернский или районный комитет, подрайонный или уездный комитет, партийные ячейки, сочувствующие); уточнена структура сельских партийных организаций; подчеркнута необходимость широкого колхозного строительства, развития кооперации. Партийные комитеты КП(б)ЛиБ обязали укреплять комсомольские организации.